# رينيه توريس
رينيه توريس (بالإنجليزية: Renee Torres)‏ هي ممثلة أمريكية، ولدت في 17 مارس 1911، وتوفيت في 27 ديسمبر 1998.

## وصلات خارجية
- رينيه توريس على موقع IMDb (الإنجليزية)
- رينيه توريس على موقع قاعدة بيانات الفيلم (الإنجليزية)